# Радиовещание

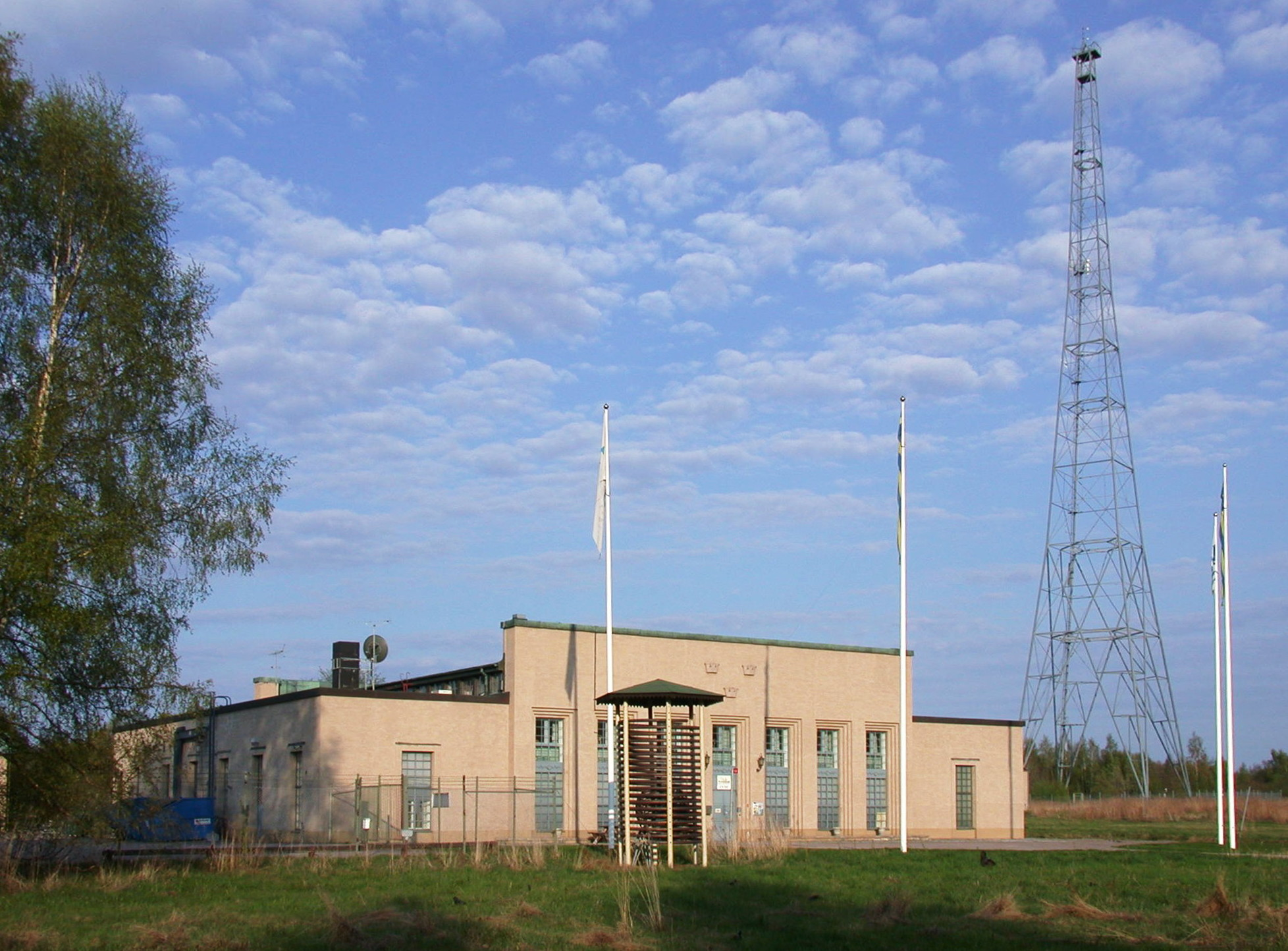
Длинноволновая радиовещательная станция (Мутала, Швеция)

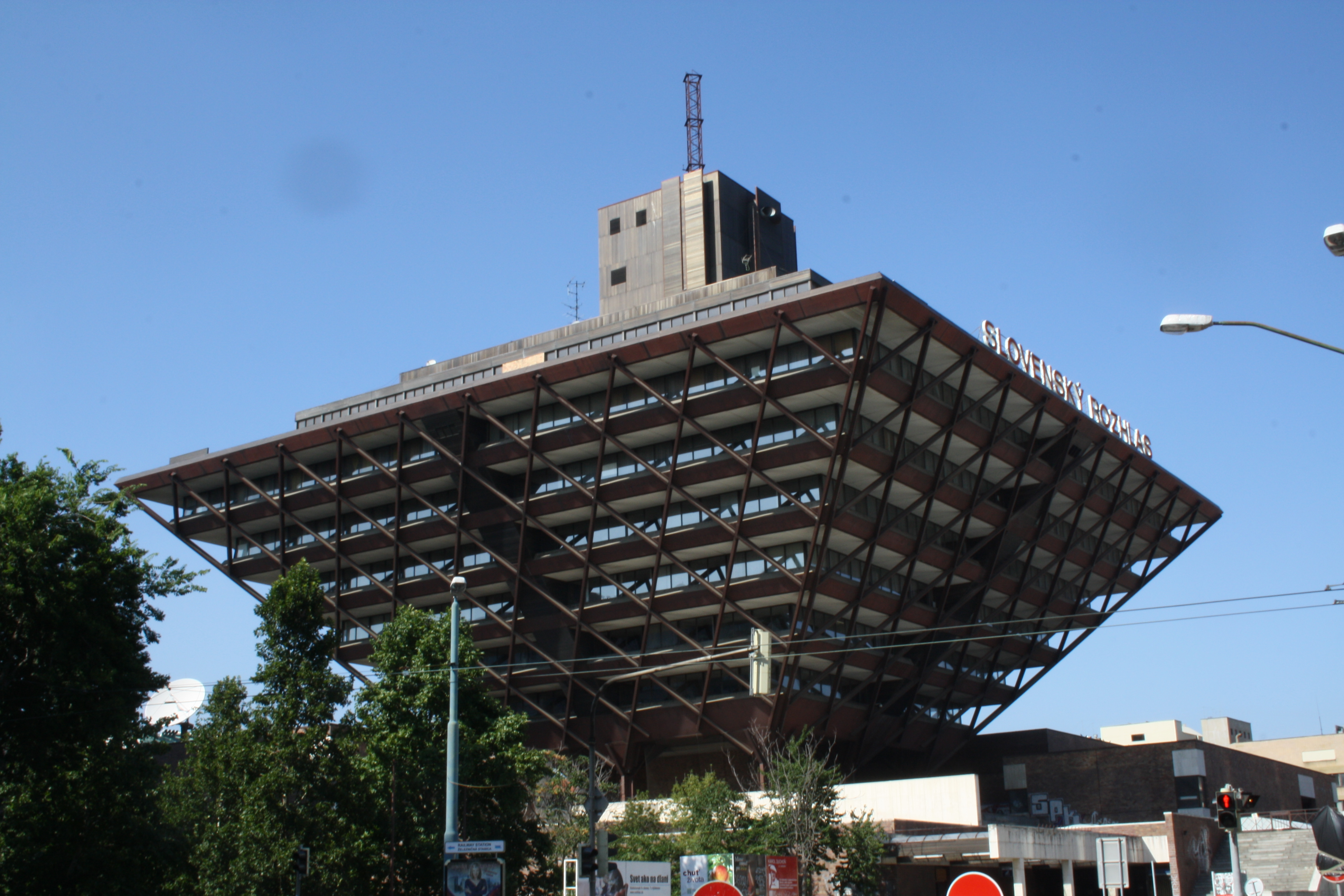
Здание Словацкого радио в Братиславе

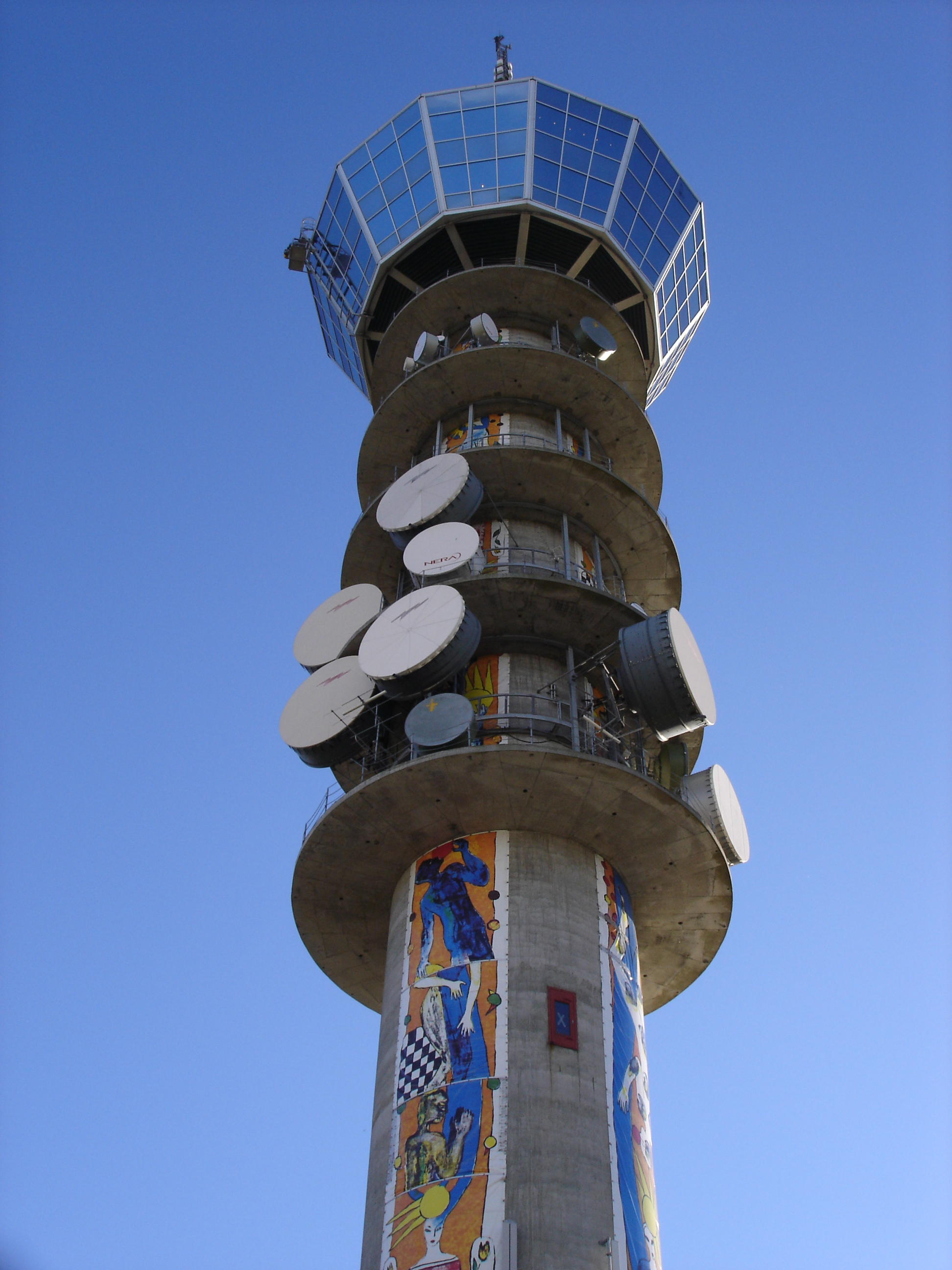
Башня телерадиовещания (Тронхейм, Норвегия)

Радиовеща́ние — передача звуковых сообщений при помощи радио неограниченному числу слушателей, одно из основных средств оперативной информации, массовой агитации и просвещения населения.
Характеризуется передачей сигнала по принципу «от одного — ко многим», то есть более чем одному слушателю, как правило — по заранее известному расписанию.

## История
В 1904 году английский радиотехник Джон Флеминг изобрёл первую радиолампу. Она была названа «Вентилем Флеминга» за способность пропускать электрический ток только в одну сторону. Институт инженеров электротехники и электроники назвал её «одним из величайших открытий в истории электроники» и включил в список вех развития электротехники.
В 1906 году австрийский учёный Роберт фон Либен запатентовал первый триод — электронную лампу, управляющую током в электрической цепи.

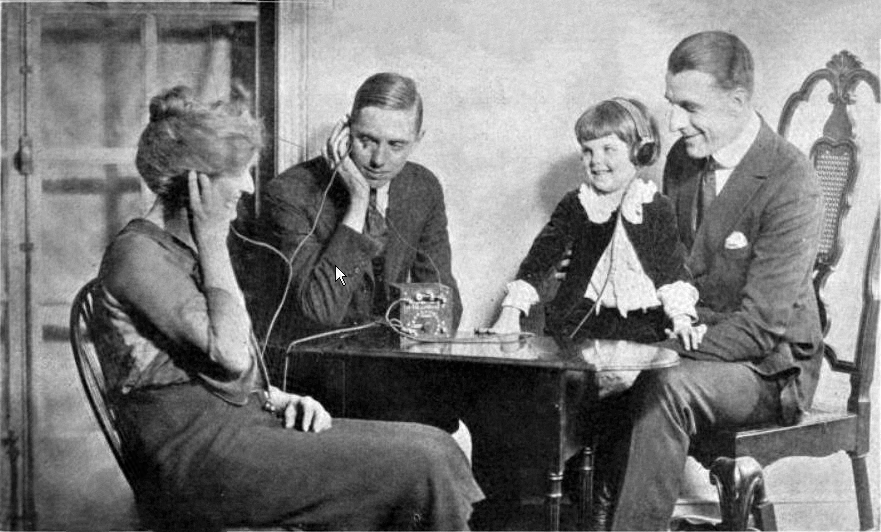
Семья слушает первые радиотрансляции через детекторный приёмник в 1920 году. Прибор, являвшийся наследием довещательной эпохи, не мог использовать громкоговоритель, из-за чего слушатель должен был использовать наушники.

К началу 1920-х годов развитие радиоламп достигло уровня, достаточного для появления радиовещания. Пока большинство экспериментаторов пытались создать нечто похожее на технологию телефона (только два устройства могут обмениваться информацией), другие пытались достичь более широкого охвата вещания. Первая экспериментальная радиостанция была создана Чарльзом Геррольдом в 1909 году в Сан-Хосе, штат Калифорния. Геррольд разместил передатчик с антенной на крыше своего радиоинженерного колледжа. Изначально передавались только точки и тире (символы азбуки Морзе). В 1912 году начались еженедельные трансляции фонографических записей. В 1921 году радиостанции выдана лицензия, название сменилось на KQW (с 1949 года — KCBS).
6 ноября 1919 года в Гааге (Голландия) была основана первая радиовещательная станция в Европе — PCGG. Один-два раза в неделю транслировались вечерние программы. Несмотря на отдалённость передатчика от Англии, у радиостанции было большое количество слушателей на английской стороне Ла-Манша.
Термин «радиовещание» был введён И. Г. Фрейманом и стал широко использоваться в Советской России с 1921 года, когда Радиотехническим советом Народного комиссариата почт и телеграфов была принята программа, предусматривавшая организацию радиовещания через громкоговорители в центральных городах, в 280 губернских и уездных центрах. Постоянные радиопередачи с применением уличного громкоговорителя были организованы в июне 1921 года в Москве, а 2 августа в подмосковных Люберцах начал работу первый радиоузел.
К концу 1920-х годов во многих странах мира (США, Голландия, Великобритания, Чехословакия, Аргентина, СССР) появились первые радиовещательные станции.
До середины 1980-х г. радиовещание в Европе носило преимущественно государственный характер — оно велось принадлежащими государству компаниями (акционерными обществами или обществами с ограниченной ответственностью), а в странах, где государственные учреждения могут являться юридическими лицами (Франция, Германия, Австрия, Бельгия) — государственными учреждениями, в Швейцарии и Нидерландах — кооперативами за счёт государства, с середины 1980-х гг. здесь существуют как государственное так и частное радиовещание, радиовещание в Северной и Южной Америке, а также в Люксембурге и Монако радиовещание ведётся частными компаниями.

### Радиовещание в США

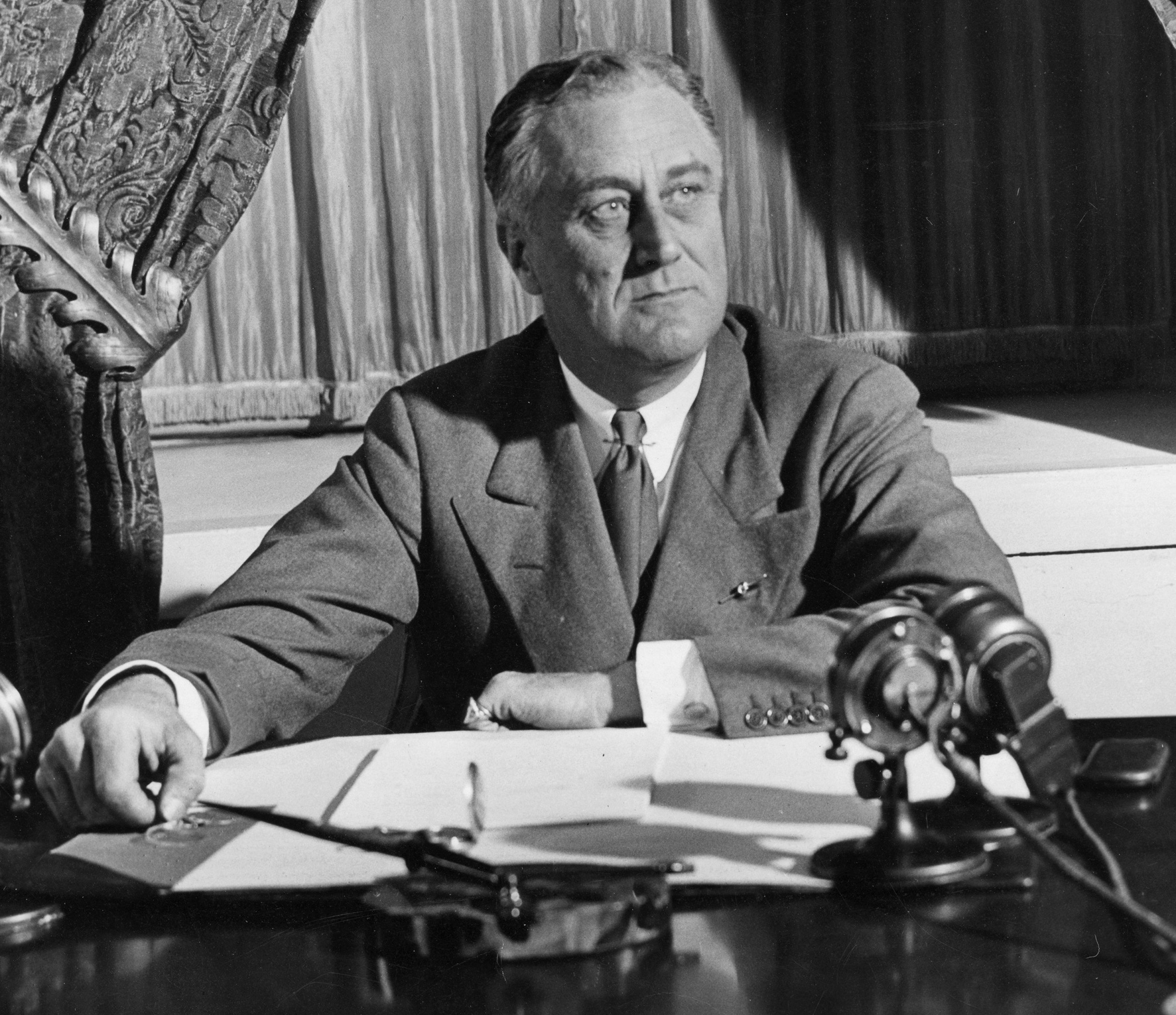
Президент Франклин Рузвельт после очередного радиообращения

Компания AT&T в 1922 году уже имела 26 вещательных станций, которые транслировали одни и те же программы по всей стране. В 1926 году на базе Radio Corporation of America появилась сеть радиовещания NBC, в 1927 году сеть CBS, в 1934 году сеть MBC, в 1943 году сеть ABC. Государственным регулятором радиовещания стала Федеральная комиссия по связи, созданная в 1934 году. 1930-40-е годы называют «Золотым веком радио». В этот период по радио передавались симфонические концерты, драматические и оперные спектакли из театров. NBC даже создала свой симфонический оркестр под управлением Артуро Тосканини. Радиосети создавали блестящие радиопьесы и комедийные радиосериалы. Президент США Франклин Рузвельт эффективно использовал в политических целях свои радиобеседы с американцами «У камина».

### Радиовещание в Великобритании
Радиовещание ведётся с 15 декабря 1922 года. В 1922—1927 гг. осуществлялось частной компанией BBC (British Broadcasting Company). С 1927 года до начала 1970-х гг. монополией на радиовещание обладала статутная Британская радиовещательная корпорация (British Broadcasting Corporation), с начала 1970-х гг. она осуществляет его вместе с частными компаниями.

### Радиовещание в Германии

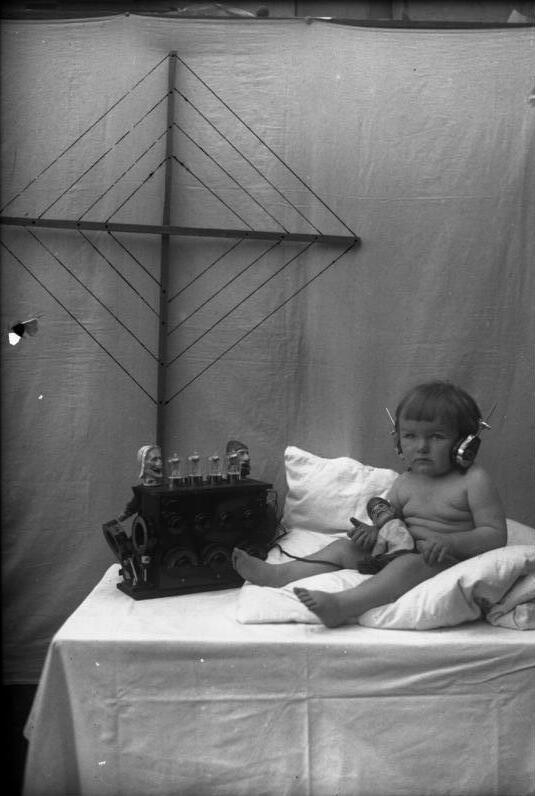
Ребёнок слушает радио в Германии, 1924 год

Радиовещание ведётся с 1922 года. До 1926 гг. радиовещание вели ряд частных компаний, в 1926—1934 гг. на средних волнах ряд имперско-земельных государственных компаний и Имперское общество радиовещания, участниками которой являлись они и Имперское министерство почт, создали компанию «Дойче Велле» (Deutsche Welle GmbH), участниками которой являлись правительство земли Пруссия и Имперское общество радиовещания.
В 1934—1945 гг. радиовещание велось только Имперским обществом радиовещания, в 1945—1984 гг. радиовещание на средних и ультракоротких волнах — государственными учреждениями земель, радиовещание на длинных и ультракоротких волнах — федеральным государственным учреждением «Дойчландфунк» (Deutschlandfunk); с 1984 года они осуществляют радиовещание вместе с частными компаниями (вместо «Дойчландфунк» была создана государственная корпорация «Дойчландрадио»), радиовещание на заграницу с 1962 года ведёт федеральное государственное учреждение «Дойче Велле», радиовещание в ГДР с 1945 до 1992 года осуществляло государственное учреждение «Германское демократическое радио», в 1952—1989 гг. Государственный комитет ГДР по радиовещанию, с 1989 года государственное учреждение «Радиовещание ГДР».

### Радиовещание во Франции
Радиовещание ведётся с 1922 года. До 1939 гг. велось Министерством почт, телеграфов и телефонов, в 1939—1975 гг. — государственное учреждение «Управление французского радиовещания и телевидения» (несколько раз меняло своё название, изначально и до 1945 года «Национальное радиовещание», в 1945—1949 гг. «Французское радиовещание», в 1949—1964 гг. — «Французское радиовещание и телевидение»), с 1945 года оно обладало монополией на него, в 1975—1981 гг. монополией на радиовещание обладала государственная компания «Радио Франс» (Radio France), с 1981 года она осуществляет радиовещание вместе с множеством частных компаний.

### Радиовещание в Италии
Радиовещание ведётся с 1924 года. До 1944 года осуществлялось частными компаниями, в 1944—1984 гг. монополией на него обладала государственная компания «РАИ», с 1984 года она осуществляет радиовещание вместе с частными компаниями.

### Радиовещание в России
Радиовещание в России ведётся с 1924 года. До 1928 года монополией на радиовещание обладало акционерное общество «Радиопередача», в 1928—1931 гг. непосредственно Народный комиссариат почт и телеграфов СССР, в 1931—1934 гг. — Всесоюзный комитет по радиовещанию Народного комиссариата почт и телеграфов СССР, в 1934—1949 гг. Комитет радиофикации и радиовещания при Совете народных комиссаров СССР, в 1949—1953 гг. — Комитет по радиоинформации (центральное внутрисоюзное радиовещание) и Комитет по радиовещанию (центральное радиовещание на зарубежные страны) Совета Министров СССР, в 1953—1957 гг. соответственно Главное управление радиоинформации и Главное управление радиовещания Совета Министров СССР, в 1957—1991 гг. Государственный комитет по радиовещанию и телевидению при Совете Министров СССР
В 1990—1991 гг. центральное внутринациональное радиовещание осуществляли Гостелерадио СССР, Всероссийская государственная телевизионная и радиовещательная компания (ВГТРК) и частные компании, в 1991 г. — ВГТРК и частные компании, в 1992—1996 гг. — Российская государственная телерадиокомпания «Останкино» (РГТРК «Останкино»), ВГТРК и частные компании, в 1996—1997 гг. — ВГТРК, государственное предприятие «Радиостанция „Маяк“», государственные учреждения «Общероссийская радиостанция „Радио 1“»", «Общероссийская радиостанция „Юность“», «Радиостанция „Орфей“» и частные компании, в 1997—1999 гг. — ВГТРК, федеральное государственное унитарное предприятие (ФГУП) «Общероссийская государственная радиовещательная компания „Маяк“», государственное учреждение «Радиостанция „Орфей“» и частные компании, в 1999—2006 гг. — ФГУП «Государственная радиовещательная компания „Радио России“», «Государственная радиовещательная компания „Маяк“» и частные компании, с 2006 года — ФГУП «ВГТРК» и частные компании.
Местное радиовещание с начала 1990-х гг. до начала 2000-х гг. осуществляли федерально-региональные государственные вещательные организации и частные компании, с начала 2000-х гг. до 2006 года — дочерние предприятия ВГТРК, региональные государственные вещательные организации и частные компании, с 2006 года — ВГТРК, региональные государственные вещательные организации и частные компании.
Радиовещание на заграницу в 1992—1993 гг. осуществляла РГТРК «Останкино», в 1993—2014 гг. — федеральное государственное учреждение «Российская государственная радиовещательная компания „Голос России“», с 2014 года — ФГУП «МИА „Россия Сегодня“».

## Технологии вещания
- Эфирное радиовещание
- Радиовещание совместно с цифровым телевидением
- Проводное радиовещание
- Спутниковое радиовещание — радиовещание с использованием искусственных спутников Земли (ИСЗ)
- Интернет-радио — вещание в сети Интернет

## Эфирное радиовещание
Вещание в радиоэфире осуществляется при помощи радиопередатчиков (приём передач, соответственно, — радиоприёмников), той или иной мощности, передающими информацию на той или иной частоте электромагнитного излучения. Радиопередатчик с сопутствующим оборудованием (студии, каналы связи и питания, антенна на мачте или вышке) называется радиостанцией.
Частота является главной характеристикой радиовещательной станции. В первые десятилетия развития радиовещания для обозначения характеристики несущих колебаний использовали длину волны излучения, соответственно, шкалы радиоприёмников были проградуированы в метрах. В настоящее время несущие колебания обозначают частотой и, соответственно, шкалы радиоприёмников градуируют в кГц, МГц и ГГц.
Звук в аналоговом эфирном радиовещании модулирует несущую частоту передатчика методом амплитудной (АМ) или частотной модуляции (ЧМ). Метод ЧМ в диапазоне УКВ позволяет осуществлять высококачественное (как правило, стереофоническое) радиовещание. В диапазонах ДВ, СВ и КВ используется радиовещание методом АМ, на смену которому приходит цифровое радиовещание в формате DRM. Попытки использования однополосной модуляции (SSB) в радиовещании особого успеха не имели.
| Наименование         | Обозначение | Обозначение | Полоса частот    | Категория  | Радиовещание | Радиовещание |
| Наименование         | русское     | английское  | Полоса частот    | Категория  | аналоговое   | цифровое     |
| -------------------- | ----------- | ----------- | ---------------- | ---------- | ------------ | ------------ |
| Длинные волны        | ДВ          | LW          | 148,5—283,5 кГц  | СИ         | АМ           | DRM          |
| Средние волны        | СВ          | MW          | 526,5—1606,5 кГц | СИ         | АМ           | DRM          |
| Короткие волны       | КВ (75 м)   | SW (75 m)   | 3,95—4,00 МГц    | СИ         | АМ           | DRM          |
| Короткие волны       | КВ (49 м)   | SW (49 m)   | 5,90—6,20 МГц    | СИ, ГР     | АМ           | DRM          |
| Короткие волны       | КВ (41 м)   | SW (41 m)   | 7,20—7,45 МГц    | ГР, СИ     | АМ           | DRM          |
| Короткие волны       | КВ (31 м)   | SW (31 m)   | 9,40—9,90 МГц    | СИ, ГР, СИ | АМ           | DRM          |
| Короткие волны       | КВ (25 м)   | SW (25 m)   | 11,60—12,10 МГц  | СИ, ГР, СИ | АМ           | DRM          |
| Короткие волны       | КВ (22 м)   | SW (22 m)   | 13,57—13,87 МГц  | СИ         | АМ           | DRM          |
| Короткие волны       | КВ (19 м)   | SW (19 m)   | 15,10—15,80 МГц  | ГР, СИ     | АМ           | DRM          |
| Короткие волны       | КВ (16 м)   | SW (16 m)   | 17,48—17,90 МГц  | СИ, ГР     | АМ           | DRM          |
| Короткие волны       | КВ (15 м)   | SW (15 m)   | 18,90—19,02 МГц  | СИ         | АМ           | DRM          |
| Короткие волны       | КВ (13 м)   | SW (13 m)   | 21,45—21,85 МГц  | ГР, СИ     | АМ           | DRM          |
| Короткие волны       | КВ (11 м)   | SW (11 m)   | 25,67—26,10 МГц  | ГР         | АМ           | DRM          |
| Ультракороткие волны | УКВ1        | OIRT band   | 66—74 МГц        | СИ         | ЧМ           | DRM+         |
| Ультракороткие волны | УКВ2        | VHF Band II | 87,5—100 МГц     | СИ         | ЧМ           | DRM+         |
| Ультракороткие волны | УКВ2        | VHF Band II | 100—108 МГц      | ГР, СИ     | ЧМ           | DRM+         |

Радиовещание (МСЭ Регламент радиосвязи, статья 1.38) схема передачи и приёма радиосигнала АМ и ЧМ

Аналоговое радиовещание в диапазоне УКВ помимо звуковой информации позволяет передавать также буквенно-символьную информацию (система Radio Data System, RDS).
Распределением частот между странами (особенно в диапазонах СВ и КВ) занимается Международный союз электросвязи (ITU) дважды в год, а внутри России — Федеральная служба по надзору в сфере связи, информационных технологий и массовых коммуникаций (Роскомнадзор) (это необходимо для предотвращения взаимных помех между станциями).

## Международное радиовещание
У одного государства есть несколько причин обратиться к аудитории в других государствах. Ниже перечислены некоторые из них.
Одна из самых очевидных целей — пропаганда. Многие станции, которые находятся в собственности правительства, создают положительный образ своей страны, что может способствовать деловым инвестициям и/или туризму. Другие вещатели борются с негативным изображением государства, которое создают другие правительства или находящиеся внутри страны диссиденты и повстанцы. Например, такой цели служило южноафриканское Radio RSA во времена апартеида. Некоторые передачи иновещания имели своей целью распространение государственной идеологии, например, программа «Каков коммунизм?» на «Московском радио» с 1960-х до 1980-х годов.
Во время Холодной войны американские радио «Свобода» и «Радио Свободная Европа» были созданы для вещания, ориентированного на аудиторию «за железным занавесом», чтобы сообщать новости, которые в этих странах замалчивались из-за цензуры, и стимулировать инакомыслие. В настоящее время ту же функцию выполняют американское Radio y Televisión Martí, ориентированное на аудиторию Кубы и «Радио Свободная Азия», ориентированное на аудитории КНР, Вьетнама, Лаоса и КНДР.
Существуют также станции, которые используются, чтобы обеспечить религиозное образование, передавать религиозную музыку или транслировать богослужения. Например, Радио Ватикана, созданное в 1931 году, передаёт католические программы. Другие станции (например, Трансмировое радио) занимаются проповедованием протестантизма.

## Радиовещание в цифровом формате
Существует цифровой формат радиовещания. Первой страной полностью переведшей государственные эфирные радиостанции с аналогового ЧМ-вещания на цифровой формат (DAB+) является Норвегия. Также цифровой формат радиовещания осуществляется в мультиплексах цифрового эфирного (DVB-T/T2) и спутникового (DVB-S/S2) телевидения.

## Пиратские радиостанции
Ведут не лицензированные государством передачи в радиовещательных диапазонах. Могут быть как стационарными, так и подвижными (например, на автомобиле).

## Номерные радиостанции
Радиовещательные станции, передающие голосом, телеграфом или иным видом связи последовательности цифр. Назначение и принадлежность таких станций, как правило, неизвестны.

## Вещание в Интернете
Интернет-радиостанции иногда дублируют во Всемирной сети сигнал имеющихся радиостанций, иногда, наоборот, сигнал из интернета передаётся (ретранслируется) радиостанцией в эфир (для таких радиостанций характерна специфическая помеха — полное исчезновение сигнала на время от долей до нескольких секунд). Однако, вообще говоря, вещание в Интернете не имеет к радиостанциям никакого отношения, кроме формата передач.

## Фильмы о радиовещании
- Части тела (Private Parts) — о легендарном американском радиодиджее Говарде Стерне.
- Питер FM — о радио, любви и о городе Санкт-Петербурге.
- День радио — российская комедия, поставленная по мотивам одноимённого спектакля[42].
- Доброе утро, Вьетнам — Эдриан Кронауэр, реальный человек, работавший во Вьетнаме, приезжает в Сайгон в 1965 году, чтобы занять место диск-жокея на местной военной радиостанции. Он переворачивает вверх тормашками занудную рутину радиопередач восхитительным рок-н-роллом и резким юмором и становится среди солдат легендой[43].
- Дни радио — фильм рассказывает о 1930-х — 1940-х годах, когда телевидение в США ещё не было развито, поэтому радио, не испытывая конкуренции, переживало эпоху своего расцвета[44].
- Рок-волна — фильм о диджеях британской пиратской радиостанции.
- Врубай на полную катушку — фильм о студенте колледжа, который открывает свою собственную пиратскую радиостанцию, чтобы помогать друзьям коротать ночи под недозволенную музыку и слушать советы по волнующим их вопросам.
- Бунтарка.